# Plestiodon popei
Plestiodon popei är en ödleart som beskrevs av  Tsutomu Hikida 1989. Plestiodon popei ingår i släktet Plestiodon och familjen skinkar. Inga underarter finns listade i Catalogue of Life.